# Église Saint-Georges de Nancy
Pour les articles homonymes, voir Église Saint-Georges.
Ne doit pas être confondu avec Collégiale Saint-Georges de Nancy.
L'église Saint-Georges est une église de culte catholique érigée au XIXe siècle à Nancy.

## Localisation

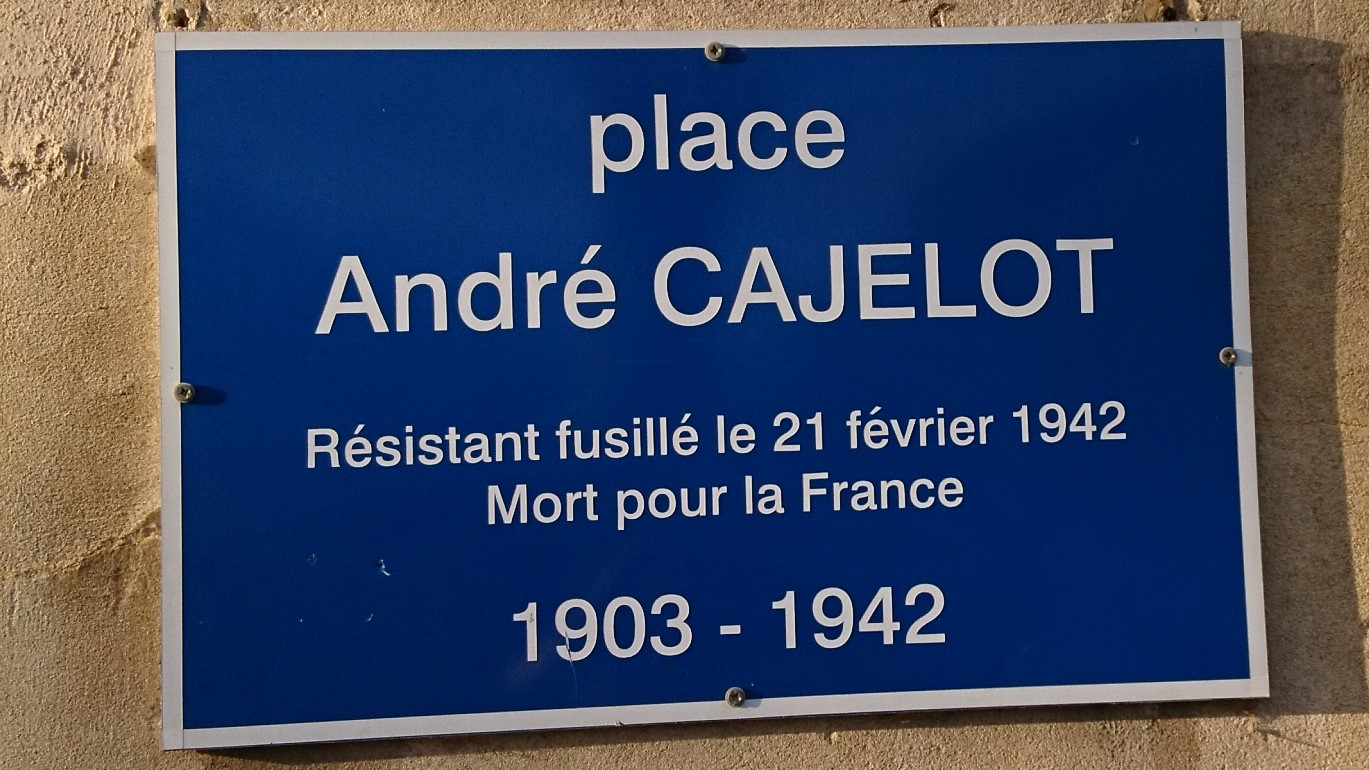
Plaque de la place André-Cajelot.

L'église est située au croisement de l'avenue du XXe-Corps et de la rue du Pont-Cézard.
Par délibération du conseil municipal de Nancy en date du 11 juillet 1952, le parvis de l'église a pris le nom d'André-Cajelot, un résistant nancéien arrêté le 14 juin 1941 et fusillé le 21 février 1942.

## Historique
De style néo-classique, l'église a été bâtie en 1846 sur les plans de Corrard des Essarts, à l'initiative de l'abbé Pierre-François Poirot, curé de la cathédrale de Nancy, qui la bénit le 12 octobre 1851, et y fut enterré en 1853,.
Les vitraux sont en partie détruits lors de la Seconde Guerre mondiale. De nouveaux, représentant saint Georges, la Vierge et sainte Catherine, sont fournis par les ateliers Benoît, de Nancy.
La toiture et les enduits des façades sont refaits entre 1979 et 1989. En 1990-1991, l'intérieur de l'édifice est entièrement réhabilité.

## Éléments remarquables

### Orgues
L'orgue date de 1861 et est attribué à Cavaillé-Coll. Il est relevé en 1921 et transformé en 1930 par François Didier. Des infiltrations anciennes dans l'église l'ont rendu actuellement inutilisable. Une refonte est nécessaire.
Il est doté de 13 jeux.

### Statuaire et tableaux
L'église Saint-Georges conserve des œuvres d'époques diverses. Parmi les plus anciennes se trouvent le maître-autel du XVIIIe siècle offert par le comte de Ludre ou encore la cuve des fonts baptismaux qui provient de l'ancienne collégiale Saint-Georges.
Les statues du XIXe siècle sont représentatives des grands statuaires nancéiens : un Saint Georges terrassant le dragon par Nicolas Lépy (1785-1869) ou une Sainte Anne, datée de 1888, par Arthur Pierron (1840-1906).

## Personnalités liées à l'édifice
- chanoine Pierre François Poirot (31 juillet 1785, Nancy - 4 septembre 1853, Nancy), curé constructeur.
- Louis-Gabriel-Xavier Jantzen (1885-1953) qui y a été baptisé.